# En dan is 't mar dom
En dan is 't mar dom is een single van de Limburgse band Rowwen Hèze. Het was de eerste single van het album Water, Lucht en Liefde.
De single was slechts twee weken genoteerd in de Top 40. In die twee weken haalde de plaat als hoogste positie de 37ste plaats. In de jaarlijkse Limburgse Top 100 behaalde het nummer in mei al de vijftiende plaats.
Als verklaring voor de wellicht wat merkwaardige tekst en titel geeft de band:
Op het platteland maakt de omgeving vaak snel korte metten met jongensdromen over een toekomst in de muziek. Het oordeel ligt voor de hand... Gewoon blijven volharden en geduld als 'n tijger.
De conclusie die in het nummer wordt getrokken, is dat het niet uitmaakt wat anderen van je vinden. Al vinden anderen het "dom", je moet nastreven wat je zelf het liefste doet. De tekst van het nummer is geschreven door zanger Jack Poels; de muziek werd door hem en gitarist Theo Joosten geschreven.